# Las malas intenciones
Las malas intenciones é um filme de drama peruano de 2011 dirigido e escrito por Rosario García-Montero. Foi selecionado como representante do Peru à edição do Oscar 2012, organizada pela Academia de Artes e Ciências Cinematográficas.

## Elenco
- Fátima Buntinx - Cayetana
- Katerina D'Onofrio - Inés
- Melchor Gorrochátegui - Isaac
- Kani Hart - Jimena
- Jean-Paul Strauss - Francisco
- Paul Vega - Ramón